# Иманов, Мухтар Казым оглы
Мухтар Казым оглы Иманов (Иманов Мухтар Кязым оглы; род. 28 мая 1955, Ахура, Нахичеванская АССР) — азербайджанский ученый-фольклорист, директор Института Фольклора Национальной Академии Наук Азербайджана, председатель Совета Общественного Телевидения и Радиовещания Азербайджанской Республики. Действительный член НАНА (2017).

## Биография
Академик Мухтар Казым оглы Иманов родился 28 мая 1955 года в селе Ахура Шарурского района Нахчыванской АР. В 1977 году окончил филологический факультет Азербайджанского Государственного Университета (ныне Бакинский Государственный Университет). В 1980—1983 годах продолжил обучение в Литературном Институте им. Низами НАНА в очной аспирантуре по специальности «Теория литературы». В 1984 году защитил диссертацию на тему «Психологизм в современной Азербайджанской прозе», в 2007 году защитил докторскую диссертацию на тему «Генезис и поэтика смеха в Азербайджанском фольклоре». В 2009 году стал доцентом, в 2016 году стал профессором. В 2014 году он был избран членом-корреспондентом Национальной Академии Наук Азербайджана по специальности «Литературоведение», а в 2017 году — действительным членом.
М. К. Иманов начал свою трудовую деятельность учителем азербайджанского языка и литературы в восьмилетней школе села Гамзали Шарурского района Нахчыванской АР (1977-80). После аспирантуры в 1983—1992 годах работал младшим научным сотрудником, научным сотрудником, старшим научным сотрудником отдела мифологии Института Литературы им. Низами НАНА. В 1992—2000 гг. был главным редактором издательства «Язычи» («Писатель»). Он участвовал в муниципальных выборах 1999 года и был избран членом муниципалитета поселка М. А. Расулзаде города Баку. В 2000—2003 гг. был председателем постоянной комиссии по социальным и экологическим вопросам этого муниципалитета.
В 2001—2003 гг. работал старшим научным сотрудником Научно-культурного центра «Дворец фольклора» НАНА, после преобразования Центра в Институт Фольклора в 2003 г., работал ведущим научным сотрудником отдела Фольклора тюркских народов. С 2011 года является директором Института Фольклора НАНА.
М. К. Иманов является председателем Диссертационного Совета по специальности «Фольклористика» с 2011 г. и Ученого Совета Института Фольклора. В 2011—2015 годах он был главным редактором журнала «Исследования по Устной Народной Литературе Азербайджана», известного научного сборника в области фольклора в Азербайджане. В настоящее время он является заместителем редактора Международного научного журнала «Тюркология» и членом редакционной коллегии ряда других научных журналов, издаваемых в Азербайджане и Турции.
В 2011—2019 годах М. К. Иманов работал в Государственном Экзаменационном Центре Азербайджанской Республики (бывшая Государственная комиссия по приему студентов) руководителем научно-методического семинара по литературе и председателем Экспертного совета.
В 2012 году избран членом Совета по телерадиовещанию Общественной телерадиокомпании. Он является председателем совета с 2017 года.

## Научно-педагогическая деятельность
М. К. Иманов — автор многочисленных ценных работ по литературной критике и фольклору. Были опубликованы 10 монографий, посвященных определению теоретических основ проблемы психологизма в Азербайджанской прозе, созданию научной концепции Азербайджанской народной культуры смеха, а также ряду актуальных вопросов фольклора (Психологизм в современной Азербайджанской прозе. Баку, Наука, 1991; Архаические корни смеха. Баку, Наука, 2005; Поэтика народного смеха. Баку, Наука, 2006; Раздвоение образа в фольклоре. Баку, Наука, 2011; Эпос. Проза. Проблемы. Баку, Наука и образование , 2011; Портреты. Баку, Нурлан, 2013; Фольклор и прошлое, и настоящее. Баку, Наука и образование, 2014; Проблемы искусства. Баку, Наука и образование, 2015; Генезис и поэтика смеха в Азербайджанском фольклоре. Баку, Наука и образование, 2017 (на русском языке); Слово о слове. Баку, Наука и образование, 2020), более 200 научных статей, а также множество публицистических работ. Его научная концепция азербайджанской народной культуры смеха вызвала большой резонанс в гуманитарной и филологической науке Азербайджана.
Ученый, который также занимается сбором, составлением и публикацией фольклора, опубликовал множество книг в этой области, в том числе «Зангезурский фольклор» (Антология Азербайджанского фольклора. Книга VII. Баку, Сада, 2005), «Образцы фольклора Шарура» (I книга, Баку, Наука и образование, 2016), «Образцы фольклора Кедабека» (I книга, Баку, Наука и образование, 2016) , 10 томов «Карабах: фольклор — тоже история» (Баку, Зардаби ЛТД, 2012—2017) и является одним из руководителей проекта и составителей 10-томного «Фольклора Южного Азербайджана» (Баку, Наука и образование, 2013—2020 гг.).).
Многие произведения М. К. Иманова были изданы за рубежом. Академик участвовал на многочисленных международных научных симпозиумах, конференциях и конгрессах в Германии, Франции, России, Турции, Грузии, Кипре и других странах.
М. К. Иманов стал одним из победителей 2-го совместного конкурса Фонда Развития Науки при Президенте Азербайджанской Республики и Национальной комиссии Азербайджанской Республики по делам ЮНЕСКО «Шушинский грант» (2013). Возглавляемый им проект «Генезис государственных символов, этикета, обрядов и праздников тюркских народов в фольклорном аспекте» (2015—2016) был включен в перечень исследовательских программ решением Президиума НАНА от 21 февраля 2015 года. , № 5/3 и успешно выполнен.
Под руководством М. К. Иманова подготовлено 10 докторов философии и 1 доктор наук.
М. К. Иманов является организатором многих мероприятий, проводимых в НАНА в области выполнения указов и распоряжений Президента Азербайджанской Республики, постановлений Кабинета Министров и государственных программ.
Общественная, научная и научно-организационная деятельность М. К. Иманова отмечена почетными грамотами, дипломами, наградами, благодарностями государственных органов, а также научных и общественных организаций (в том числе Президиума НАНА). За заслуги в развитии науки М. К. Иманов был награждён Почётным Дипломом Президента Азербайджанской Республики (2015 г.) и Почётной Грамотой Президиума НАНА (2015 г.), золотой медалью «Лучший ученый-исследователь, патриот» (2015 г.). М. К. Иманов также награждён медалью «Махмуд Кашгари» Международного фонда имени Махмуда Кашгари (2018 г.), юбилейной медалью Казахского Национального Университета имени аль-Фараби (2018 г.), юбилейной медалью «100 летию Бакинского Государственного Университета» Азербайджанской Республики (2019), Награжденные юбилейной медалью «Ашиг Алесгар – 200» (2021).